# Eusarsiella ovalis
Eusarsiella ovalis är en kräftdjursart. Eusarsiella ovalis ingår i släktet Eusarsiella och familjen Sarsiellidae. Inga underarter finns listade i Catalogue of Life.